# Flabelligera picta
Flabelligera picta är en ringmaskart som beskrevs av Ehlers 1913. Flabelligera picta ingår i släktet Flabelligera och familjen Flabelligeridae. Inga underarter finns listade i Catalogue of Life.